# Charles T. Hinde

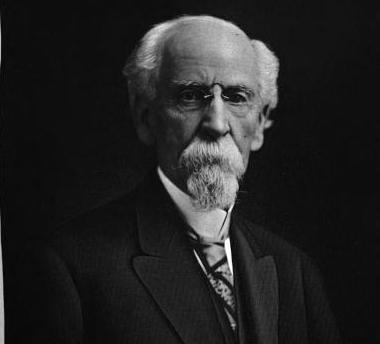
Charles T. Hinde

Charles T. Hinde (* 12. Juli 1832 in Urbana, Ohio; † 10. März 1915 Coronado, Kalifornien) war ein US-amerikanischer Tycoon, Erfinder und Philanthrop, der in viele Unternehmen, unter anderem der Schifffahrts- und Eisenbahnindustrie, investierte.

## Leben
Hinde besuchte die Schule in Mount Carmel in Illinois. Er besuchte in Greencastle die DePauw University, brach das Studium jedoch ab, weswegen er nach mehreren kleineren Arbeiten auf einem Dampfschiff arbeitete. Er erkrankte zwischen zeitig an Cholera. Nach seiner Genesung machte er jedoch rasch Fortschritte, wurde erst mit Mitte 20 Kapitän und anschließend Eigentümer eines Schifffahrtsunternehmens. Er verkaufte das Unternehmen wieder und zog mit seiner Familie nach Evansville. Hindes Interesse galt von nun an der Eisenbahn, sein Unternehmen ging jedoch in Konkurs. Er zog ins kalifornische Coronado und investierte dort in mehrere Unternehmen, unter anderem war er Mitbegründer des Hotel del Coronado. Er wurde sehr wohlhabend und unterstützte gegen Ende seines Lebens viele Wohltätigkeitsorganisationen. Auf Drängen seines Neffen Harry Hinde wurde er Mitglied der Republikanischen Partei. Charles T. Hinde verstarb mit 82 Jahren und wurde auf dem Mount Hope Cemetery in San Diego beerdigt.

## Familie
Hinde war eines von sechs Kindern des methodistischen Predigers Thomas S. Hinde und seiner Frau Sara Cavileer Hinde. Charles T. Hinde war verheiratet mit Eliza Halliday, aus der Ehe ging Camilla Hinde hervor, die im Alter von 13 Jahren verstarb.